# Ma prof est une bombe
Pour plus de détails, voir Fiche technique et Distribution.
Ma prof est une bombe (titre original : Ultimi della classe) est un film italien réalisé par Luca Biglione, sorti en 2008.

## Synopsis
Michel est un garçon peu enclin aux études et décidément peu populaire auprès de la gent féminine, dont le seul débouché est Internet : à travers les pages de son blog, Michel fait croire qu'il est un latino invétéré, racontant aventures sentimentales et prouesses sexuelles, fruits de son propre fantasme. Lorsque, face à un énième mensonge raconté sur le blog, le garçon est démasqué, Michel devient la risée de toute l'école.
Par hasard, cependant, le garçon découvre également que sa charmante professeure privée Barbara, engagée par ses parents pour relancer la réussite scolaire du garçon, a un secret dans son histoire : la femme posa pour un calendrier sexy. Michel lui demande, s'il obtient des améliorations à l'école, de reproduire devant lui les douze poses du calendrier.
La belle enseignante, qui a pris à cœur le sort de Michel, accepte à sa grande surprise. Cependant, le véritable objectif du garçon est de filmer Barbara pour tout publier sur son blog et avoir sa propre rédemption : à la fin du film, le protagoniste est promu et dans la scène finale, il couche avec son amie Cecilia, dont le père est tombé amoureux de Barbara.

## Fiche technique
- Titre : Ma prof est une bombe
- Titre original : Ultimi della classe
- Réalisation : Luca Biglione assisté de Stefano Anselmi et de Marco Castaldi
- Scénario : Luciano Martino, Luca Biglione
- Musique : Paolo Vivaldi (it)
- Direction artistique : Alessandro Rosa
- Costumes : Giovanni Ciacci
- Photographie : Giancarlo Ferrando (it)
- Son : Andrea Doni
- Montage : Alessandro Cerquetti
- Production : Angelo Frezza, Luciano Martino, Massimo Vigliar
- Société de production : Devon Cinematografica
- Société de distribution : 01 Distribution
- Pays d'origine :  Italie
- Langue : Italien
- Format : Couleur - 35 mm
- Genre : Comédie
- Durée : 90 minutes
- Dates de sortie :
  -  Italie : 16 mai 2008.
  -  France : 13 janvier 2009 à la télévision.

## Distribution
- Andrea De Rosa (it) : Michel
- Sara Tommasi : Barbara
- Nathalie Rapti Gomez : Cecilia
- Clizia Fornasier : Giulia
- Giulia Elettra Gorietti : Federica
- Enzo Salvi (it) : Peppino
- Ludovico Fremont : Matteo
- Marco Messeri : le principal
- Marco Iannone (it) : Stiff
- Gianni Garofalo : Alberto
- Azzurra Mastrangelo : Chiara
- Francesca Nunzi : la mère de Cecilia
- Riccardo Sanna : Anselmo

## Production
Le film est produit à la suite du succès de Notte prima degli esami, sorti en 2006, qui reprend la comédie érotique italienne à l'école : Sara Tommasi est comparée à Edwige Fenech.
Le film est réalisé à Viterbe.

## Récompenses
- All'Invisible Film Festival 2009[4] :
  - Meilleur film pour le jury scolaire
  - Meilleure actrice dans un second rôle : Sara Tommasi
  - Meilleur acteur pour le jury scolaire : Andrea De Rosa.

## Box-office
En Italie, le film est projeté en première semaine dans 252 salles et rapporte 675 608 € entre sa sortie le 16 mai 2008 et le 9 juin, date à laquelle il n'était projeté que dans 5 salles.